# Баневичи
Баневичи (серб. Бањевићи / Banjevići) — село в общине Братунац Республики Сербской Боснии и Герцеговины. Население составляет 16 человек по переписи 2013 года.

## Население[3]
Население по годам:
- 1961 год — 97 человек
- 1971 год — 97 человек
- 1981 год — 66 человек
- 1991 год — 39 человек (все сербы)

## История
Село печально известно тем, что 7 января 1993 его разграбили боевики АРБиГ под командованием Насера Орича. В ходе нападения были разграблены и сожжены также деревни Кравица, Шильковичи и Ежештица. Погибли 49 человек.